# Chiril Gaburici
Chiril Gaburici (en rumano: [Kiril gaburiʃʲ]); (n. Logănești, Distrito de Hîncești, Moldavia, 23 de noviembre de 1976) es un político y empresario moldavo. Tras finalizar su carrera universitaria, comenzó a trabajar en el mundo de la empresa del cual años más tarde llegó a ser el director general de la empresa moldava de telefonía móvil Moldcell y posteriormente en el año 2012 se trasladó a la ciudad de Bakú, Azerbaiyán para también ocupar el puesto de director general en otra empresa de telefonía llamada Azercell Telecom LLC.
Seguidamente tras regresar a Moldavia entró en el mundo de la política, perteneciendo al Partido Liberal Democrático (PLDM) en el que finalmente se posicionó en el partido como candidato posible a ocupar el puesto de primer ministro.
El 14 de febrero de 2015, el presidente Nicolae Timofti, lo invitó a formar parte del gobierno en la coalición formada junto al Partido Democrático de Moldavia teniendo 15 días para obtener la aprobación parlamentaria de su gabinete. Finalmente el día 18 de febrero en sucesión de Iurie Leancă, fue nombrado como nuevo primer ministro de Moldavia.